# ستيلا فاندر
ستيلا فاندر (بالفرنسية: Stella Vander)‏ هي مغنية فرنسية، ولدت في 12 ديسمبر 1950 في باريس في فرنسا.

## وصلات خارجية
- ستيلا فاندر على موقع IMDb (الإنجليزية)
- ستيلا فاندر على موقع ميوزك برينز (الإنجليزية)
- ستيلا فاندر على موقع أول ميوزيك (الإنجليزية)
- ستيلا فاندر على موقع ديسكوغز (الإنجليزية)
- ستيلا فاندر على موقع ديسكوغز (الإنجليزية)